# Kościół św. Brata Alberta w Sochaczewie
Kościół świętego Brata Alberta w Sochaczewie – rzymskokatolicki kościół parafialny należący do parafii pod tym samym wezwaniem (dekanat Sochaczew – św. Wawrzyńca diecezji łowickiej). Znajduje się w Sochaczewskiej dzielnicy Karwowo, przy ulicy Lazurowej.
W 2003 roku została rozpoczęta budowa świątyni. Prace budowlane prowadzone były z dużym zaangażowaniem całej parafii, a także z pomocą macierzystej parafii św. Wawrzyńca w Sochaczewie. 18 czerwca 2011 roku świątynia została konsekrowana przez biskupa łowickiego Andrzeja Dziubę. W uroczystości wzięli udział: pierwszy biskup łowicki Alojzy Orszulik, kilkudziesięciu księży i licznie zgromadzeni parafianie.